# Pseudo-Callisthène

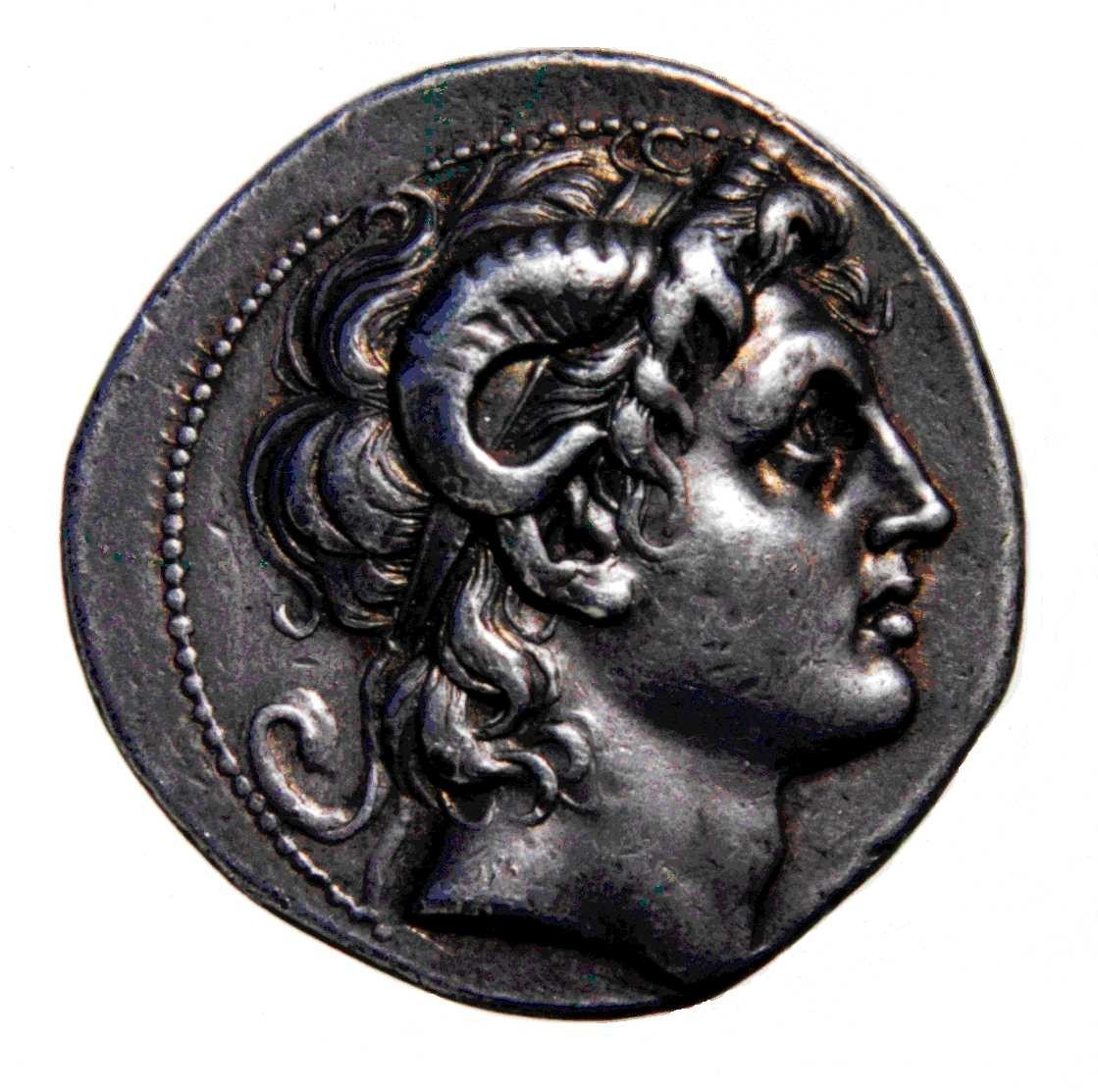
Tétradrachme en argent représentant Alexandre le Grand avec les cornes d'Ammon (242 av. J. C.) exposé au British Museum.

Pseudo-Callisthène est le nom donné à un auteur inconnu, Égyptien ou Grec d'Égypte, qui a probablement vécu à Alexandrie au IIIe siècle av. J.-C. ou IVe siècle av. J.-C. Les historiographes l'ont appelé Pseudo-Callisthène parce qu'il prétendait être l'historien Callisthène, contemporain et biographe officiel d'Alexandre le Grand (fin du IVe siècle av. J.-C.), dont les chroniques ont été perdues. L'œuvre du Pseudo-Callisthène a inspiré au cours des siècles, et en particulier au Moyen Âge, toute une série de Vies, Romans, Histoires ou Exploits d'Alexandre, comme autant de déclinaisons du Roman d'Alexandre.

## Œuvre
Intitulée Vie et actes d'Alexandre de Macédoine (c'est du moins le titre de l'un des manuscrits en notre possession), l'œuvre du Pseudo-Callisthène a inspiré le Roman d'Alexandre au Moyen Âge. Cette version[Laquelle ?], sensiblement fabulatrice, ne suit que de très loin l'histoire d'Alexandre le Grand mais elle contient presque tous les épisodes que l'on retrouve chez la plupart des historiens grecs et romains ayant entrepris ce récit, entre 200 av. J.-C. et 300 ap J.-C.[réf. nécessaire]. De la version du Pseudo-Callisthène dérivent la plupart des Légendes, Vies, Romans, Histoires ou Exploits du conquérant macédonien qui se multiplieront à partir du Ve siècle.
Il n'y a qu'un seul Pseudo-Callisthène, un historien plutôt médiocre selon Reinhold Melkerbach, qui compose son récit à partir d'une correspondance forgée et apocryphe, insérant plusieurs éléments provenant de la tragédie antique et se trouvant beaucoup plus proche des auteurs de la Vulgate d'Alexandre le Grand.
L'appellation Roman d'Alexandre date du Moyen Âge. Sont regroupées sous ce titre toutes les versions issues du texte grec d'origine. Deux traditions sont à distinguer :
- Une branche orientale représentée par :
  - une version arménienne du (Ve siècle) ;
  - une version syriaque, vers l'an 500, par Jacques de Saroug ;
  - une version éthiopienne (IXe siècle) ;
  - une version byzantine (XIIIe siècle) ;
  - puis une version turque et une version persane[4].
- Une branche occidentale dont le développement n'est pas moindre :
  - une version en latin de Julius Valerius Alexander Polemius, Res gestae Alexandri Macedonis[5] (début du IVe siècle) ;
  - une version en latin de Leo Archipresbyter, Historia de preliis Alexandri Macedonis (Xe siècle) ;
  - des versions en langue vulgaire, en France, Allemagne, Espagne, Italie, etc.

C'est au XIIe siècle qu'est diffusée en France une adaptation en langue romane d'une des versions latines de ce récit. C'est d'une de ces versions, attribuée à Alexandre de Bernay et écrite en vers de douze syllabes que vient le nom d'alexandrin.

#### Traductions
- Janick Auberger, Les historiens d'Alexandre, Paris, Belles lettres, coll. « Fragments », 2001, 518 p. (ISBN 978-2-251-74200-7).
- Pseudo-Callisthène, Le Roman d'Alexandre, (trad. Gilles Bounoure et Blandine Serret), Paris, Les Belles Lettres, coll. « La roue à livres », 2022 [1992], 301 p.  (ISBN 978-2-251-33912-2).
- Pseudo-Callisthène, Le roman d'Alexandre, ( trad. Aline Tallet-Bonvalot), Paris, GF-Flammarion n°788, 1994, 205 p.  (ISBN 978-2-080-70788-8).
- Jacques Lacarrière (trad., présentationet commentaires), La légende d'Alexandre, Paris, Gallimard,  coll. « Folio » n°3654, 2000, 207 p.  (ISBN 978-2-070-41721-6).

#### Études
- Philippe Di Folco, « Alexandre de Macédoine » dans Les grandes impostures littéraires, Écriture, 2006, 355 p.  (ISBN 978-2-909-24070-1)
- Daniel de Smet, « Dhu l-Quarnayn » dans M. Ali Amir-Moezzi (dir.) Dictionnaire du Coran, Paris, Robert Laffont, coll. « Bouquins, 2007, p. 218-221.
- (en) E. A. W. Budge, The History of Alexander the Great, being the Syriac version of the Pseudo-Callisthenes, Cambridge, The University Press, 1889.
- (de) R. Merkelbach, Die Quellen des griechischen Alexanderromans, Munich, 1954.